# Blasen-Mondschnecke

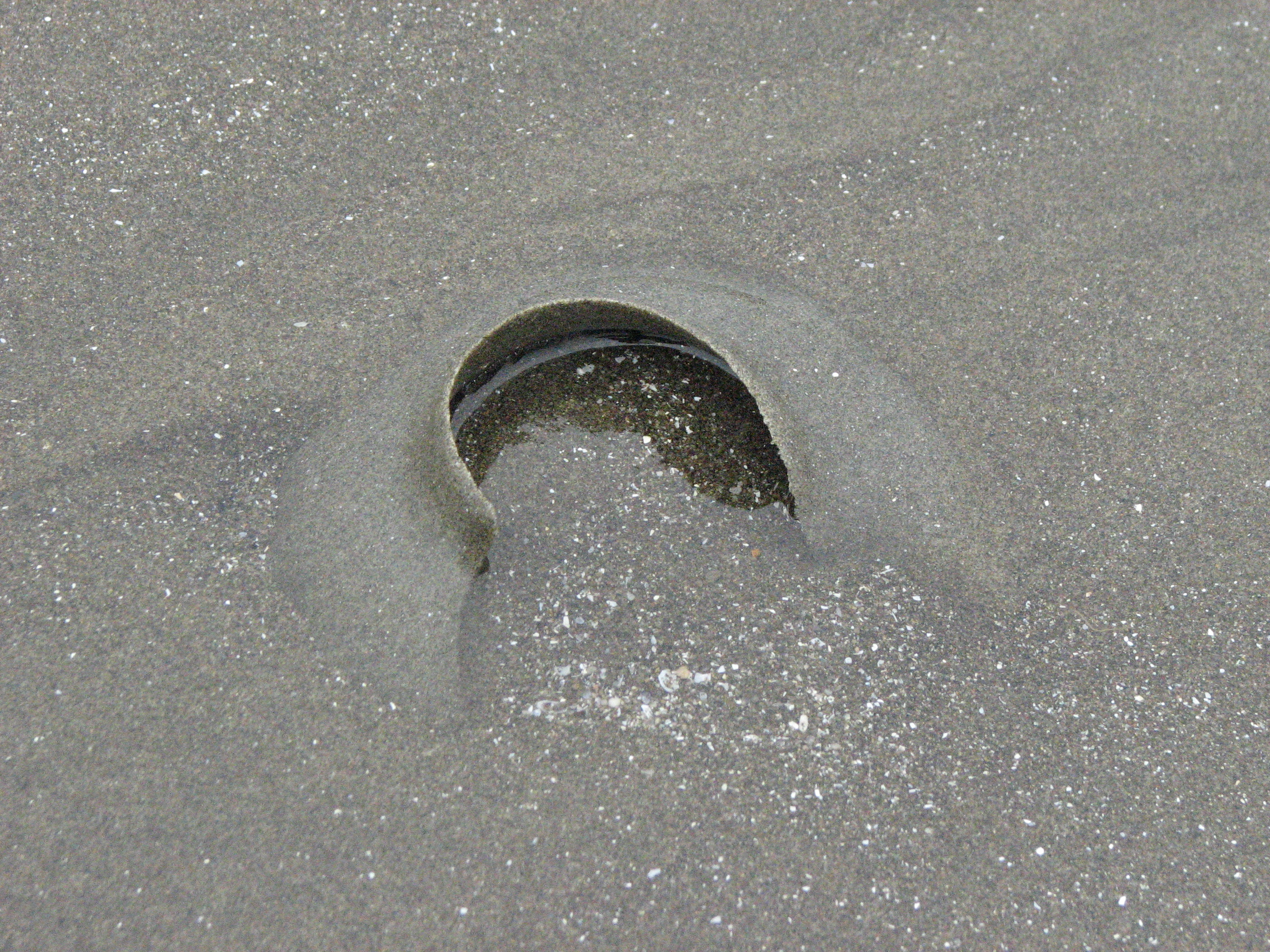
Gelege („Sandkragen“) von Glossaulax didyma

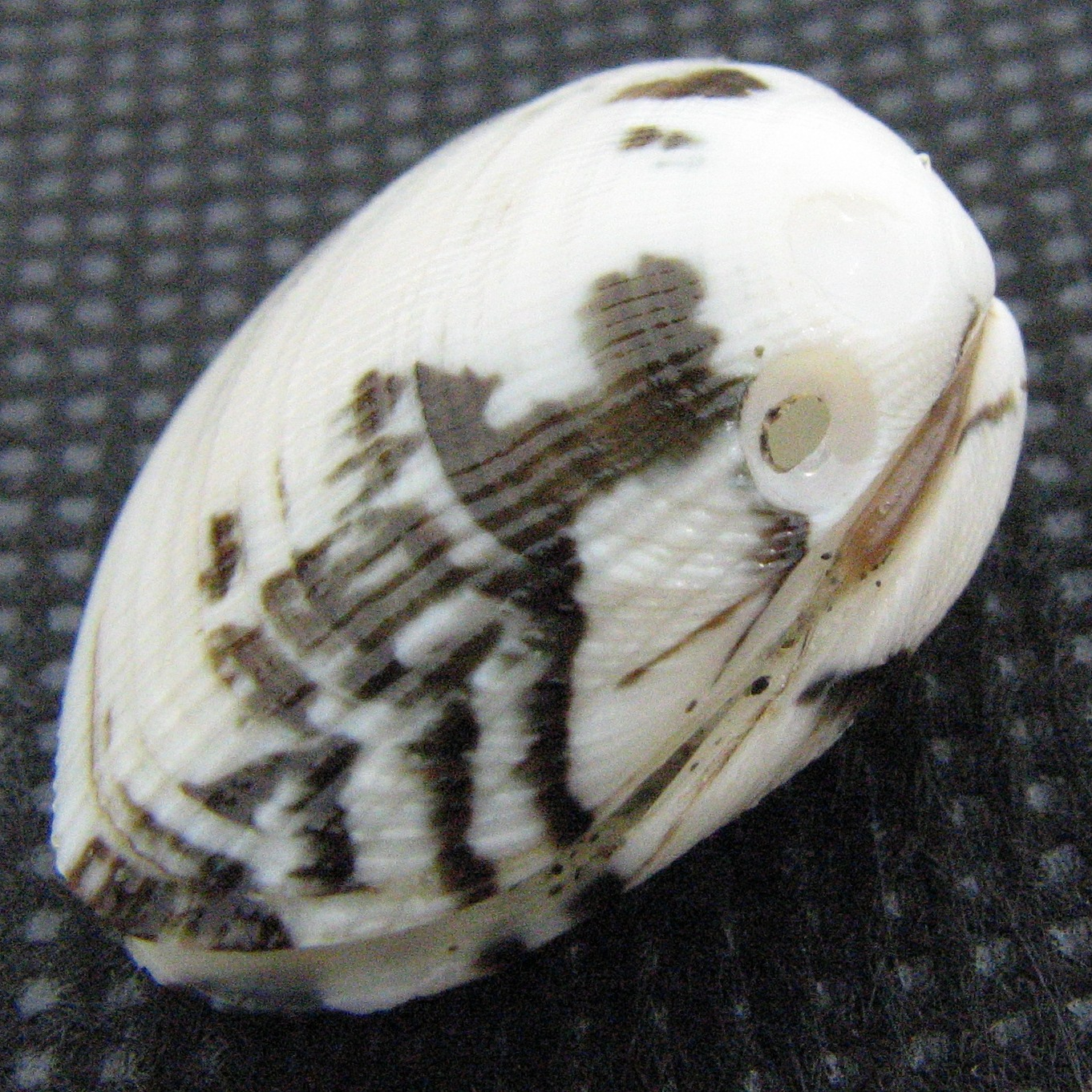
Japanische Teppichmuschel Ruditapes philippinarum, von Neverita didyma angebohrt und leergefressen

Die Blasen-Mondschnecke oder Blasen-Nabelschnecke (Neverita didyma, Syn.: Glossaulax didyma) ist eine Schnecke aus der Familie der Mondschnecken, die im Indopazifik verbreitet ist.

## Merkmale
Das beinahe halbkugelförmige, mehr breite als lange, recht dünnschalige Schneckenhaus von Neverita didyma, das bei ausgewachsenen Schnecken mit sechs rasch zunehmenden Umgängen 5 bis 8,5 cm Breite erreicht, hat eine glatte Oberfläche mit deutlich sichtbaren Anwachsstreifen. Die oberen Umgänge wie auch der obere Teil des Körperumgangs sind nahezu eben und bilden ein wenig vorstehendes kegelförmiges Gewinde, das fast ein Drittel der Gehäusehöhe einnimmt. Der weite und tiefe Nabel wird in seiner oberen Hälfte von einem spiralförmigen Wulst verdeckt, der hell rotbraun gefärbt und durch eine Querfurche in zwei Teile geteilt ist. Die halbkreisförmige Gehäusemündung ist schief, die Außenlippe scharfkantig und die Innenlippe mit dicken Schwielen. Das Gehäuse ist rötlich gelb gefärbt, nach oben zur Naht hin mit blau, die Spitze zuweilen ganz blau. Die Grundfläche ist weiß, die Mündung innen im oberen Teil dunkel rotbraun und unten weiß.
Das gelblich braune Operculum der Blasen-Mondschnecke ist dünn, hornig und hat wenige, schnell wachsende Windungen. Es verschließt das Gehäuse vollständig.

## Verbreitung und Lebensweise
Die Blasen-Mondschnecke tritt im Indischen Ozean an den Küsten Ostafrikas, Madagaskars und Indiens auf, außerdem um Indonesien und im Pazifischen Ozean bis Japan und Australien. Neverita didyma lebt auf sandigen und schlammigen Böden in der Gezeitenzone und unterhalb bis 100 Meter Tiefe. Wie andere Mondschnecken ernährt sich Neverita didyma von Muscheln und Schnecken. Die Beute wird mit dem Fuß umfasst und mit der Radula ein Loch in die Schale gebohrt.

## Nutzung
Die Blasen-Mondschnecke wird wegen ihres Fleisches und der Gehäuse gesammelt. In Thailand wird sie häufig mit Fischernetzen in Tiefen von 2 bis 10 Metern gefischt.